# Marajó
Marajó (port. Ilha de Marajó) – należąca do Brazylii (w stanie Pará), największa wyspa rzeczna w ujściu Amazonki i jednocześnie największa wyspa otoczona przez słodką wodę. Występuje na niej krajobraz nizinny, znaczne powierzchnie zabagnione, są na niej liczne kanały rzeczne. Wyspa jest porośnięta wilgotnymi lasami równikowymi. Ludność zajmuje się wypasem bydła i koni, zbiorem lateksu z drzew kauczukodajnych oraz eksploatacją drewna.